# دوري السوبر الأوغندي 1995
دوري السوبر الأوغندي 1995 (بالإنجليزية: 1995 Uganda Super League)‏ هو موسم من دوري السوبر الأوغندي. أشرف على تنظيمه اتحاد أوغندا لكرة القدم، وكان عدد الأندية المشاركة فيه 15، وفاز فيه نادي إكسبريس.